# Ichneutica cuneata
Ichneutica cuneata là một loài bướm đêm trong họ Noctuidae.